# 亞塞拜然郵票郵政史
亞塞拜然郵票郵政史描述了亞塞拜然的郵票和郵政歷史發展。亞塞拜然的郵政歷史發展和其政治歷史緊密相連，從1806年併入俄羅斯帝國，到1918年期間獲得短暫的獨立，但隨後在不久的1920年由於加入蘇聯而再次喪失獨立性，到最後隨著蘇聯解體而在1991年再次獲得獨立。

## 歷史發展

### 俄羅斯帝國
亞塞拜然的現代郵政服務開始於19世紀初，當時的亞塞拜然正成為了俄羅斯帝國的一部分。1818年，亞塞拜然的第一家郵局在伊莉莎白堡（現在的占賈）開業。1826年，其第一個郵件轉發業務在巴庫建立開展，隨後于1828年又在納希切萬建立了第二個郵件轉發業務處。郵政辦事處則於庫巴、舒沙、沙馬基、連科蘭、奴哈（現舍基）以及薩利揚設立。1858年俄羅斯帝國郵戳和郵票開始在亞塞拜然境內使用。早期的郵戳由不同形狀的點組成，不過很快帶有城市名稱和日期標註的郵戳開始進入應用。

### 亞塞拜然民主共和國
亞塞拜然的第一套郵票由亞塞拜然民主共和國于1919年發行，其中包含一組十幅的圖案設計。該套郵票有兩種不同的印刷版型，1919年版的使用了白膠在白紙上印刷，而1920年則使用了磨光紙和黃膠或無膠印刷。由於第一版的印刷數量稀少所以存在有偽造品。

### 亞塞拜然蘇維埃社會主義共和國
1920年4月27日，蘇聯軍隊進入亞塞拜然首都巴庫，亞塞拜然蘇維埃社會主義共和國（ASSR）成立並成為了蘇聯（USSR）的一部分。ASSR的首枚郵票於1921年發行，其由15套郵票組成，郵票內容展示了當地和政治場景，例如油井和清真寺等。1921年當地又發行了關於飢荒救濟主題的郵票，1922年又印有當地控制銘文的套印。但那些在1923年後的亞塞拜然飢荒救濟主題郵票均為後來偽造。亞塞拜然蘇維埃社會主義共和國也在定期發行紀念蘇聯不同地區的郵票，在整個蘇聯時期，蘇聯中央政府本身發行了約60種帶有阿塞拜疆民族主義和種族主題的郵票，郵票上有著名人物，建築物，動植物，動物群以及與阿塞拜疆有關的其他主題。

### 外高加索社會主義蘇維埃共和國
1922年3月12日，亞塞拜然、亞美尼亞和格魯吉亞成為外高加索社會主義蘇維埃共和國（TSFSR）加盟聯邦。亞塞拜然郵票首先以亞塞拜然貨幣為面值開始印刷，而後則改為外高加索盧布。1923年則又發行了加蓋後的蘇聯郵票。自1923年10月1日後，亞塞拜然蘇維埃社會主義共和國的郵票被外高加索社會主義蘇維埃共和國郵票完全取代，這些郵票一直使用到1936年外高加索社會主義蘇維埃共和國解散和亞塞拜然蘇維埃社會主義共和國的第二次重建時期。亞塞拜然蘇維埃社會主義共和國的郵票與全國範圍內的蘇聯郵票一起發行，直到1991年亞塞拜然蘇維埃社會主義共和國和蘇聯解體為止。

### 亞塞拜然共和國
1990年11月19日，亞塞拜然蘇維埃社會主義共和國更名亞塞拜然共和國，並在次年8月18日程為了一個獨立國家。1992年3月26日，亞塞拜然共和國發行了該國第一枚郵票以紀念國家的獨立。